# Euprépio de Verona
Euprépio de Verona foi o primeiro bispo de Verona, no período de 236 a 250.

## Vida e obras
Não se têm notícias certas a respeito de sua vida. Seu nome vem impresso em dois documentos colocados historicamente: Nos "Versos de Verona", de autor anônimo do século IX, ele aparece como primeiro pastor num ambiente pagão ("Primum Verona predicavit Puprepis episcopus") e no "Velo di Classe", figura na lista dos bispos de Verona.
Era provavelmente de origem oriental.
O culto ao santo não é anterior ao século XIV. Os santos bispos veroneses só foram reagrupados como veneráveis em 1961, sob proposta do bispo local Giuseppe Carraro, da Santa Congregação dos Ritos, em 30 de outubro. Somente dois santos bispos não são venerados neste dia: São Zeno de Verona e Santo Euprépio.
Seu corpo foi descoberto no século XIV, ao lado do altar da Igreja de São Procópio. Foi conservado lá até 1806 e transferido para a cripta da antiga Basílica de São Zeno. Na sua lápide consta: "Euprepio Veronae a Christi ann. LXXII praesuli primo".